# Cirsium erisithales
Il cardo zampa d'orso (nome scientifico Cirsium erisithales (Jacq.) Giovanni Antonio Scopoli 1769) è una pianta erbacea perenne, appartenente alla famiglia delle Asteraceae.

## Etimologia
Il nome del genere (Cirsium) deriva dalla parola greca kirsos = varice; da questa radice deriva poi la denominazione Kirsion, un vocabolo che sembra servisse ad identificare una pianta usata per curare questo tipo di malattia. Da kirsion in tempi moderni il botanico francese Tournefort (1656 - 708) derivò il nome Cirsium dell'attuale genere.

Il nome italiano “cardo” è abbastanza generico in quanto nel linguaggio comune si riferisce a diversi generi e specie di piante. Tra i generi che vengono chiamati direttamente “cardo”, oppure hanno una o più specie che comunemente si chiamano con questo nome citiamo: Carduus, Carduncellus, Carlina, Centaurea, Cnicus, Cynara, Echinops, Galactites, Jurinea, Onopordum, Scolymus, Silybum, Tyrimnus, tutti della famiglia delle Asteraceae. Ma anche in altre famiglie abbiamo dei generi con delle specie che volgarmente vengono chiamate “cardi” : il genere Eryngium della famiglia delle Apiaceae o il genere Dipsacus della famiglia delle Dipsacaceae.

Il binomio scientifico della pianta di questa voce è stato proposto inizialmente da Nikolaus Joseph von Jacquin (1727 - 1817)) medico, chimico e botanico olandese, perfezionato successivamente dal medico e naturalista italiano Giovanni Antonio Scopoli (Cavalese, 3 giugno 1723 – Pavia, 8 maggio 1788) nella pubblicazione ”Anni Historico-Naturales” del 1769.

L'epiteto specifico (erisithales) può derivare dal greco ”Erithales” dato a una pianta indicata da Plinio, ma probabilmente non la stessa che ora indichiamo noi; oppure deriva dal verbo ”eryomai” (= difendere).

## Descrizione
Gli individui di questa specie si distinguono bene nel loro ambiente in quanto sono molto alti (da 50 a 180 cm e oltre) e quindi dominano le altre forme arboree. La forma biologica della specie è emicriptofita scaposa ("H scap"); sono piante perennanti per mezzo di gemme poste al suolo e con fusto allungato ed eretto con poche foglie (non cespuglioso).

### Radici
Radici secondarie da rizoma.

### Fusto
- Parte ipogea: la parte sottoterra del fusto consiste in un rizoma strisciante.
- Parte epigea: la parte aerea è slanciata, scarsamente ramosa e termina in un caratteristico capolino pendulo; il fusto è striato e irto di peli patenti e nella parte terminale è quasi nudo (privo di foglie) e lievemente glutinoso.

### Foglie

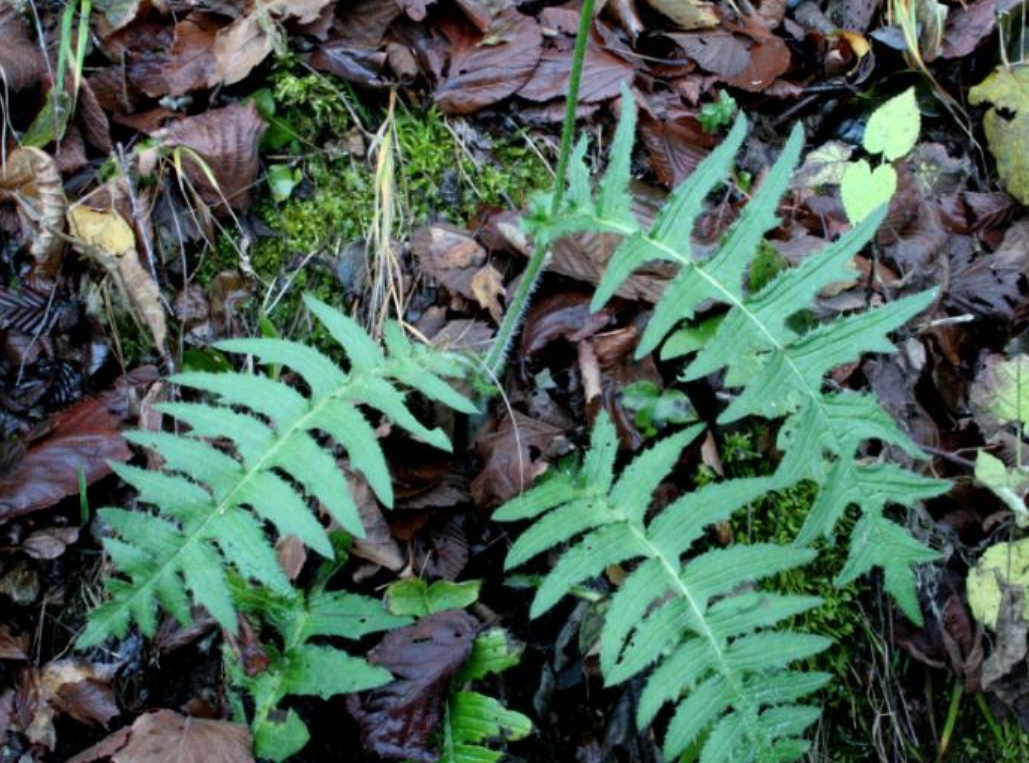
Foglie basali
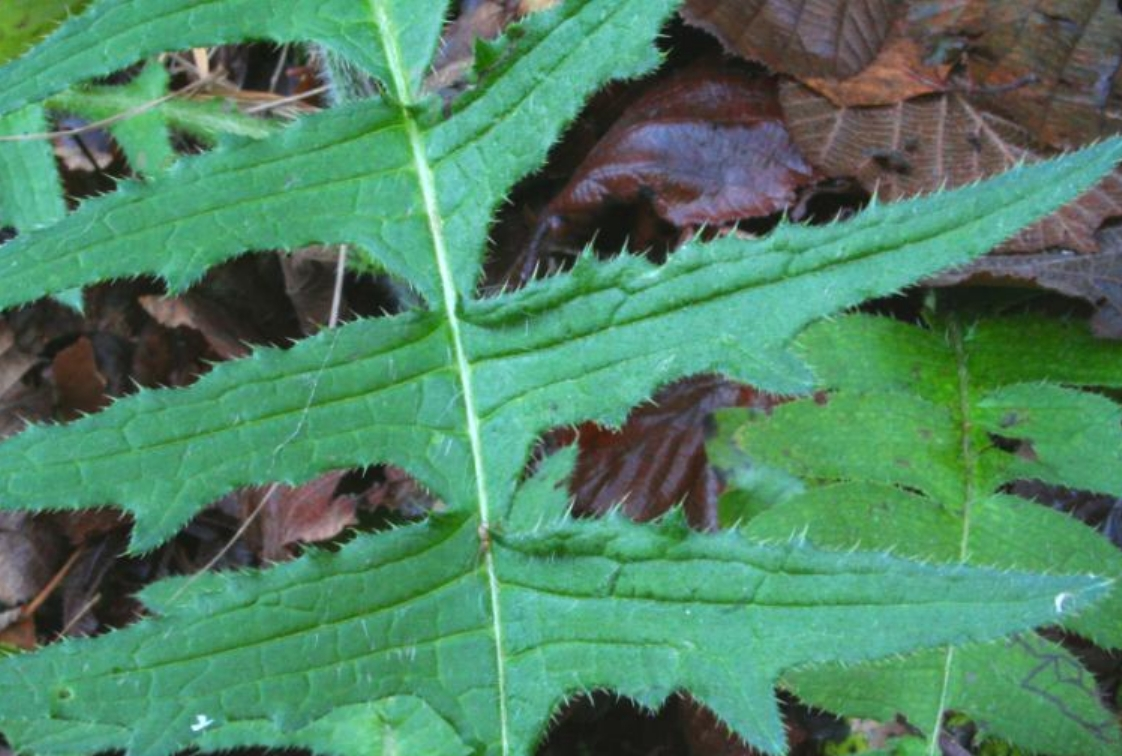
Foglie basali
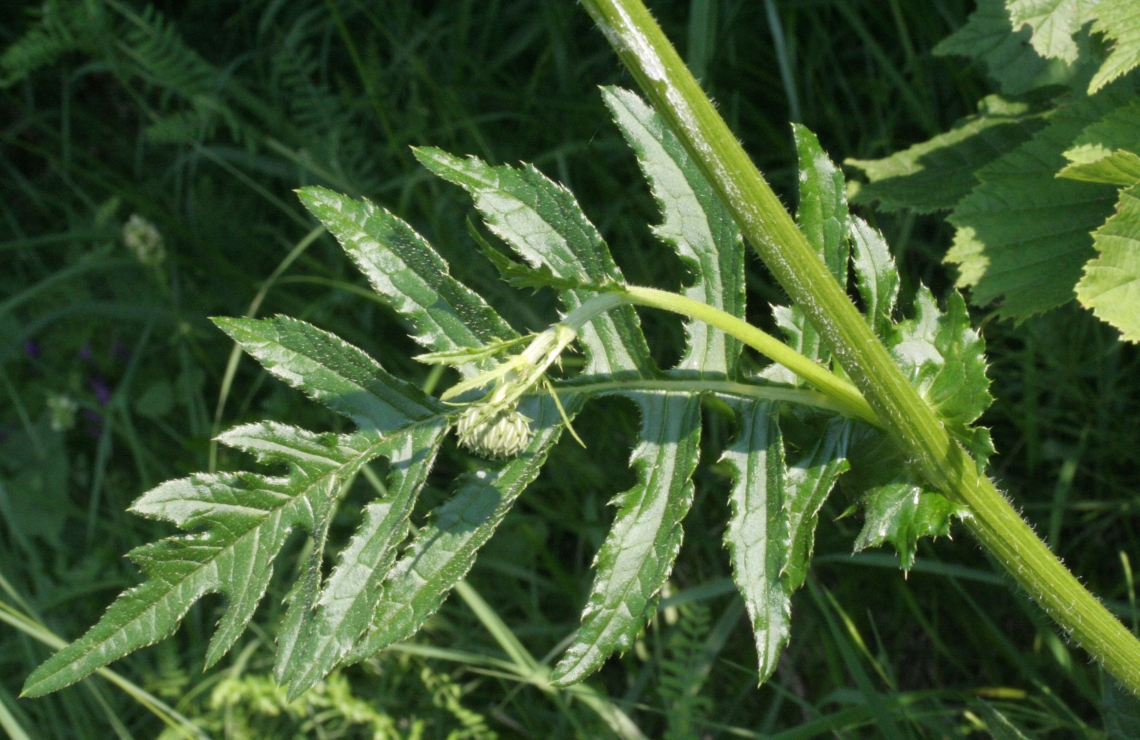
Foglie cauline
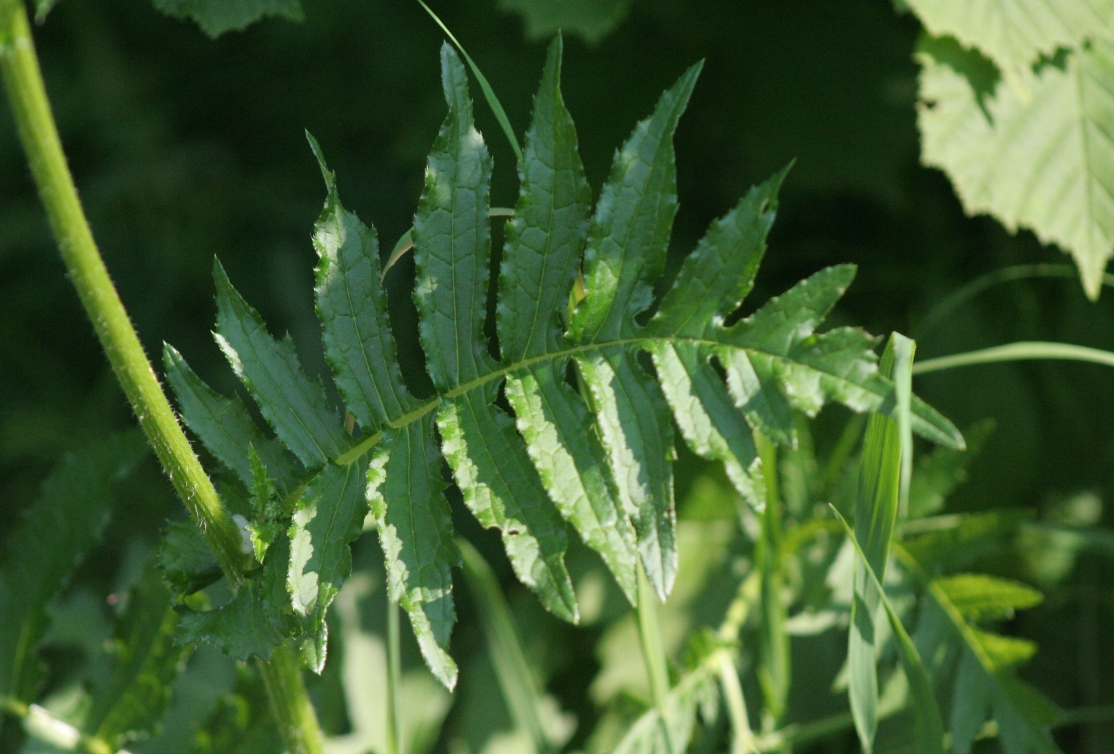
Foglie cauline

Le foglie sono profondamente divise (pennatopartite o pennatosette) in circa 10-14 segmenti appuntiti (dentato – lobati) per lato e leggermente spinosi (spine lunghe fino a 3 mm) o cigliato – spinulosi sul margine. La disposizione delle foglie lungo il fusto è alterna e opposta. La consistenza della lamina è soffice ed è colorata di verde pallido; i bordi non sono ondulati. Le foglie cauline sono amplessicauli. Dimensione delle foglie: quelle basali sono lunghe da 3 a 5 dm, i segmenti sono larghi 2 cm e lunghi 5 – 7 cm; quelle superiori sono progressivamente più ridotte. 

### Infiorescenza

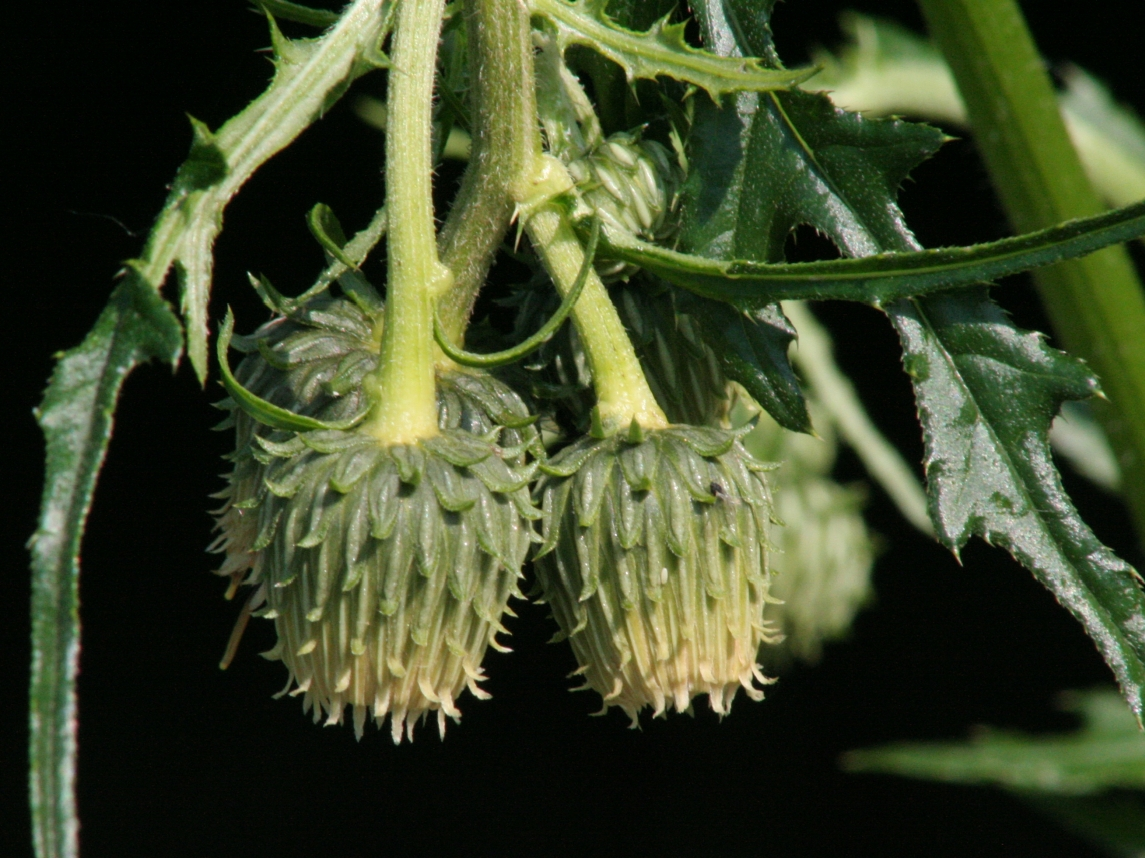
Involucro con squame
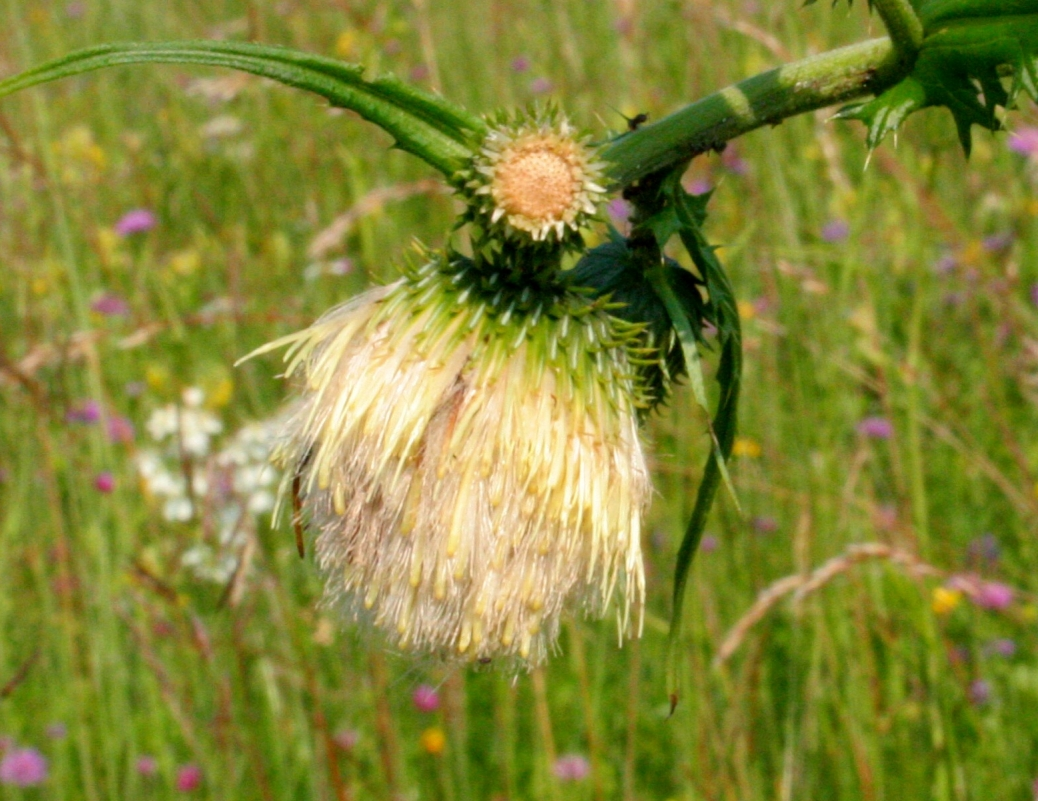
Capolino con fiori tubulosi

L'infiorescenza si presenta con uno o più capolini (da 1 a 4) terminali e penduli (reclinati verso il basso e nutanti) su un lungo peduncolo. L'involucro è piriforme ed è circondato da squame: quelle inferiori sono lanceolate; quelle superiori lineari. Le squame non sono spinose. Dimensione dei capolini: diametro 2 – 3 cm. Dimensione dell'involucro: 18 mm di diametro per 15 mm di lunghezza. Dimensioni delle squame inferiori: 2 – 2,5 mm di larghezza per 6 – 7 mm di lunghezza. Dimensione delle squame superiori: 1,5 mm di larghezza per 15 – 18 mm di lunghezza. Le spine (deboli) delle squame medie sono lunghe 1 – 3 mm.

### Fiori
I fiori del capolino sono tutti tubulosi (il tipo ligulato, presente nella maggioranza delle Asteraceae, qui è assente), sono inoltre ermafroditi, tetraciclici (con quattro verticilli: calice– corolla – androceo – gineceo) e pentameri (ogni verticillo ha 5 elementi).
- Formula fiorale :

- /x K {\displaystyle \infty }, [C (5), A (5)], G 2 (infero), achenio

- Calice: i sepali del calice sono ridotti al minimo (una coroncina di scaglie).
- Corolla: la corolla è di colore giallo paglierino. Dimensione della corolla 15 mm. Dimensioni medie delle varie parti della corolla: lunghezza del tubo 6 mm; lunghezza della gola 4 mm; lunghezza dei lobi 5 mm.
- Androceo: gli stami sono 5 ed hanno dei filamenti liberi e papillosi che possiedono la particolarità di compiere dei movimenti per liberare il polline. Le antere sono caudate alla base (hanno una coda corta).
- Gineceo l'ovario è infero; gli stigmi sono glabri (hanno un ciuffo di peli solo all'apice dello stilo che sporge rispetto alla corolla). La superficie stigmatica è posta all'interno degli stigmi.[15]
- Fioritura: da (giugno) luglio ad agosto.

### Frutti
Il frutto è un achenio sormontato da un pappo. Il pappo è formato da molte file di peli barbosi tutti uniti alla base. Dimensione del pappo piumoso 15 cm.

## Biologia
- Impollinazione: l'impollinazione avviene tramite insetti (impollinazione entomogama). Gli insetti sono del tipo farfalle diurne e notturne (lepidotteri, falene e coleotteri) e api.
- Riproduzione: la fecondazione avviene fondamentalmente tramite l'impollinazione dei fiori (vedi sopra).
- Dispersione: i semi cadendo a terra (dopo essere stati trasportati per alcuni metri dal vento per merito del pappo – disseminazione anemocora) sono successivamente dispersi soprattutto da insetti tipo formiche (disseminazione mirmecoria).

## Distribuzione e habitat

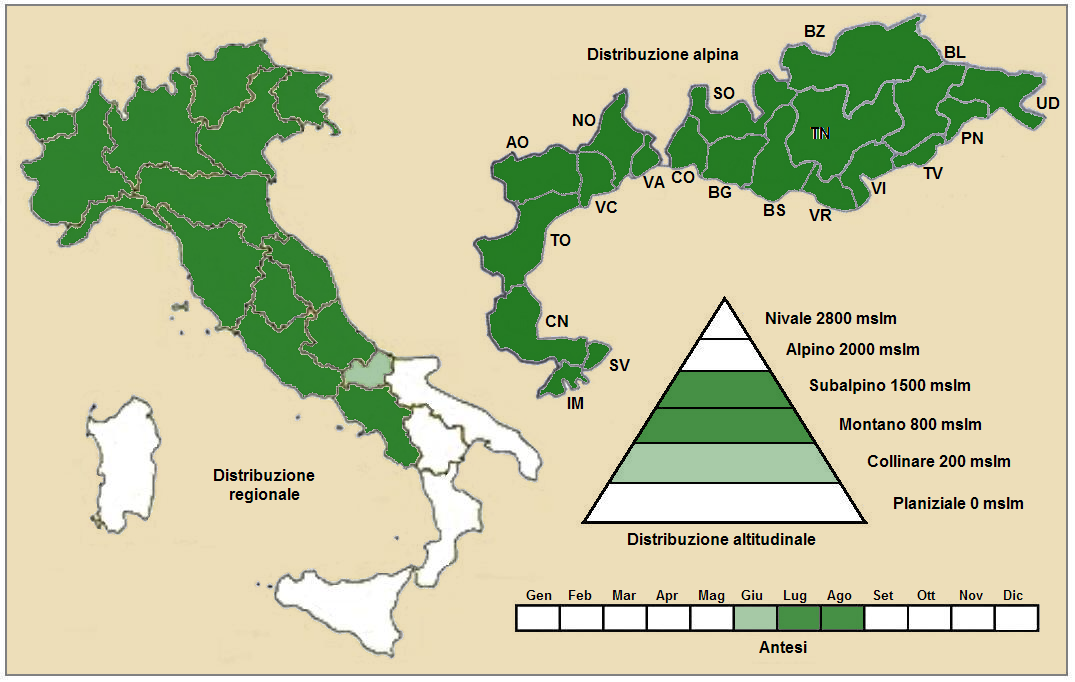
Distribuzione della pianta
(Distribuzione regionale – Distribuzione alpina)

- Geoelemento: il tipo corologico (area di origine) è "Orofita / Sud Europeo".
- Distribuzione: In Italia è una pianta comune nelle zone del nord (Alpi) e del centro. Oltreconfine, sempre nelle Alpi, si trova in Francia (dipartimenti di Drôme e Alpes-Maritimes), in Svizzera (cantoni di Ticino e Grigioni), in Austria e in Slovenia. Sugli altri rilievi europei si trova nel Massiccio del Giura, Massiccio Centrale e Carpazi.
- Habitat: è un componente diffusissimo della vegetazione d'alte erbe dei boschi alpini di latifoglie e aghifoglie; nelle regioni della Penisola Italiana si trova nelle schiarite dei boschi e nei luoghi umidi in mezz'ombra (forre umide) in zone collinari, montane e alpine. Il substrato preferito è calcareo con pH basico, medi valori nutrizionali del terreno che deve essere mediamente umido.
- Distribuzione altitudinale: si trova a quote oscillanti tra i 500 e 1.800 m s.l.m., quindi da un punto di vista altitudinale questa sottospecie frequenta il piano vegetazionale montano e quello subalpino.

### Fitosociologia

#### Areale alpino
Dal punto di vista fitosociologico alpino la specie di questa scheda appartiene alla seguente comunità vegetale:
Formazione: delle comunità delle macro- e megaforbie terrestri
Classe: Mulgedio-Aconitetea
Ordine: Calamagrostietalia villosae
Alleanza: Arunco-Petasition

#### Areale italiano
Per l'areale completo italiano Cirsium erisithales appartiene alla seguente comunità vegetale:
Macrotipologia: vegetazione erbacea sinantropica, ruderale e megaforbieti.
Classe: Galio aparines-Urticetea dioicae Passarge ex Kopecký, 1969
Ordine: Galio aparines-Alliarietalia petiolatae Oberdorfer ex Görs & Müller, 1969
Alleanza: Petasition officinalis Sill., 1933 em. Kopecky, 1969
Descrizione. L'alleanza Petasition officinalis è relativa alle comunità con prevalenza di specie perenni in orli forestali mesofili o meso-igrofili che si sviluppano in habitat ricchi di nutrienti dei climi temperati ed umido del Mediterraneo. La comunità è povera di specie perenni a foglia larga. Distribuzione: l'alleanza è ampiamente distribuita sia in Europa che in Italia.
Specie presenti nell'associazione: Cirsium erisithales, Elymus caninus, Orobanche flava, Petasites hybridus, Petasites kablikianus, Valeriana sambucifolia, Telekia speciosa, Aconitum napellus, Aconitum variegatum, Aruncus dioicus, Athyrium filix-foemina, Cardamine amara, Carduus personata, Chrysosplenium alternifolium, Conocephalum conicum, Crepis paludosa, Knautia maxima, Lamiastrum montanum, Milium effusum, Oxalis acetosella, Pellia epiphylla, Petasites albus, Primula elatior, Ranunculus lanuginosus, Saxifraga rotundifolia, Senecio ovatus, Stellaria nemorum, Veronica urticifolia, Vicia sylvatica, Chaerophyllum hirsutum, Festuca gigantea, Geranium phaeum, Impatiens noli-tangere e Stachys sylvatica.
Altre alleanze per questa specie sono:
- Arunco dioici-Petasition albi
- Calamagrostio variae-Abietenion

## Tassonomia
La famiglia di appartenenza di questa voce (Asteraceae o Compositae, nomen conservandum) probabilmente originaria del Sud America, è la più numerosa del mondo vegetale, comprende oltre 23.000 specie distribuite su 1.535 generi, oppure 22.750 specie e 1.530 generi secondo altre fonti (una delle checklist più aggiornata elenca fino a 1.679 generi). La famiglia attualmente (2021) è divisa in 16 sottofamiglie.
Cardueae è una delle 4 tribù della sottofamiglia Carduoideae. La tribù Cardueae a sua volta è suddivisa in 12 sottotribù (la sottotribù Carduinae è una di queste). Il genere Cirsium elenca 435 specie con una distribuzione cosmopolita, 35 delle quali sono presenti spontaneamente sul territorio italiano.

### Filogenesi
Il genere di questa voce è inserito nel gruppo tassonomico della sottotribù Carduinae. In precedenza provvisoriamente era inserito nel gruppo tassonomico informale "Carduus-Cirsium Group". La posizione filogenetica di questo gruppo nell'ambito della sottotribù è abbastanza vicina al "core" della sottotribù (con il genere Carduus forma un "gruppo fratello") e dalle analisi molecolari è stato calcolato in 7,2 milioni di anni fa la separazione di questo genere dal resto del gruppo (è stato l'ultimo a separarsi).

Il genere Cirsium spesso viene botanicamente “confuso” con altri generi come quello del Carduus o Cnicus (e di altri ancora). Le specie del primo genere ad esempio sono molto simili a quelle del Cirsium, anche se una certa distinzione è possibile servendosi dell'aspetto del pappo (in Cirsium è formato da setole piumose; mentre in Carduus è composto da pagliette denticolate scabre).

Il genere Cirsium appartiene alla tribù delle Cardueae (da alcuni autori indicata come Cynareae), tribù che il Sistema Cronquist assegna alla sottofamiglia Cichorioideae e che invece la classificazione APG colloca nella sottofamiglia Carduoideae..

Il numero cromosomico di C. erisithales  è: 2n = 34.

Il basionimo della specie è: Carduus erisithales Jacq., 1762.
I caratteri distintivi di questa specie nell'ambito del genere sono:
- il colore della corolla è giallo;
- le foglie non hanno una consistenza coriacea e i bordi non sono odulati;
- le spine apicali delle brattee mediane dell'involucro sono lunghe 1 – 3 mm.

Questi caratteri sono condivisi con le seguenti specie (sono indicati alcuni caratteri distintivi della specie):
- Cirsium carniolicum Scop. - Cardo della Carniola: le foglie inferiori sono lungamente picciolate con lamina ovale ampiamente sviluppata (larghezza 10 – 18 cm; lunghezza 15 – 22 cm) e con profondi lobi ottusi; i capolini sono isolati o a gruppi di 2 – 3.
- Cirsium oleraceum  (L.) Scop.  - Cardo giallastro: l'infiorescenza è formata da 2 e più capolini avvolti da una foglia bratteale di forma ovata e di colore verde – giallastro; le foglie hanno la forma ovata o lanceolata e sono anch'esse verde – giallastre ; le spinule delle foglie sono molli (si può dire che è una specie con foglie senza spine); le squame dell'involucro si presentano ragnatelose.

#### Altre specie simili
- Cirsium bertolonii Sprengel - Cardo di Bertoloni: è una pianta alta 2 – 5 dm; tutta la pianta è fortemente spinosa per spine rigide e robuste; l'infiorescenza si compone di diversi capolini in disposizione lassa; le foglie bratteali non sono superate dei capolini; in Italia si trova solo al centro degli Appennini dai 1200 ai 2000 m s.l.m..
- Cirsium spinosissimus (L.) Scop. - Cardo spinosissimo: è una pianta alta 2 – 5 dm; tutta la pianta è fortemente spinosa per spine rigide e robuste; l'infiorescenza si compone di capolini in fascetti terminali superati dalle foglie bratteali; le foglie sono ben lobate con forti spine pungenti; è presente solo al nord dell'Italia.

### Ibridi
La vasta diffusione della pianta è la frequentazione degli stessi habitat con altre specie dello stesso genere dà luogo a diverse ibridazioni. Ibridi frequenti si possono individuare con la specie (abbastanza simile) Cirsium oleraceum e con la specie Cirsium spinosissimum; ma anche con altre specie come: Cirsium palustre, Cirsium acaule, Cirsium pannonicum, Cirsium heterophyllum, Cirsium alsophilum, Cirsium carniolicum.

Di seguito un elenco degli ibridi del “Cardo zampa d'Orso” (l'elenco può non essere completo):
- Cirsium x candolleanum Nageli (1840) - Ibrido con Cirsium oleraceum
- Cirsium x erisithaliforme Preissmann (1894)  – Ibrido con Cirsium arvense
- Cirsium x fabium Porta ex Huter in A. Kerner (1889)  – Ibrido con Cirsium alsophilum
- Cirsium x norrisii Bicknell (1896)  – Ibrido con Cirsium tuberosum
- Cirsium x ochroleucum All. (1785)  – Ibrido con Cirsium palustre
- Cirsium x praealpinum G. Beck (1884)  – Ibrido con Cirsium rivulare
- Cirsium x suberisithales G. Beck (1892)  (sinonimo = C. x candolleanum)
- Cirsium x tappeineri  (Reichenb. fil.) Treuinfels (1875)  – Ibrido con Cirsium heterophyllum
- Cirsium x tiroliense Treuinfels (1875)  – Ibrido con Cirsium acaule

### Sinonimi
Questa entità ha avuto nel tempo diverse nomenclature. L'elenco seguente indica alcuni tra i sinonimi più frequenti:
- Carduus erisithales Jacq.
- Carduus hybridus Steud.
- Cirsium glutinosum Lam. (1779) 
- Cirsium ochroleucum DC. in Lam. & DC. (1805) 
- Cirsium scopolianum  Sch.Bip. ex Nyman
- Cnicus divaricatus Kit. ex Jáv. (1926) 
- Cnicus ochroleucus  (All.) Schleich. 
- Cnicus praemorsus  Michl
- Cnicus saanensis  Schltdl. ex DC.

## Altre notizie
Il Cardo zampa d'orso in altre lingue viene chiamata nei seguenti modi:
- (DE)  Klebrige Kratzdistel
- (FR)  Cirse érisithalès
- (EN)  Yellow thistle

## Galleria d'immagini

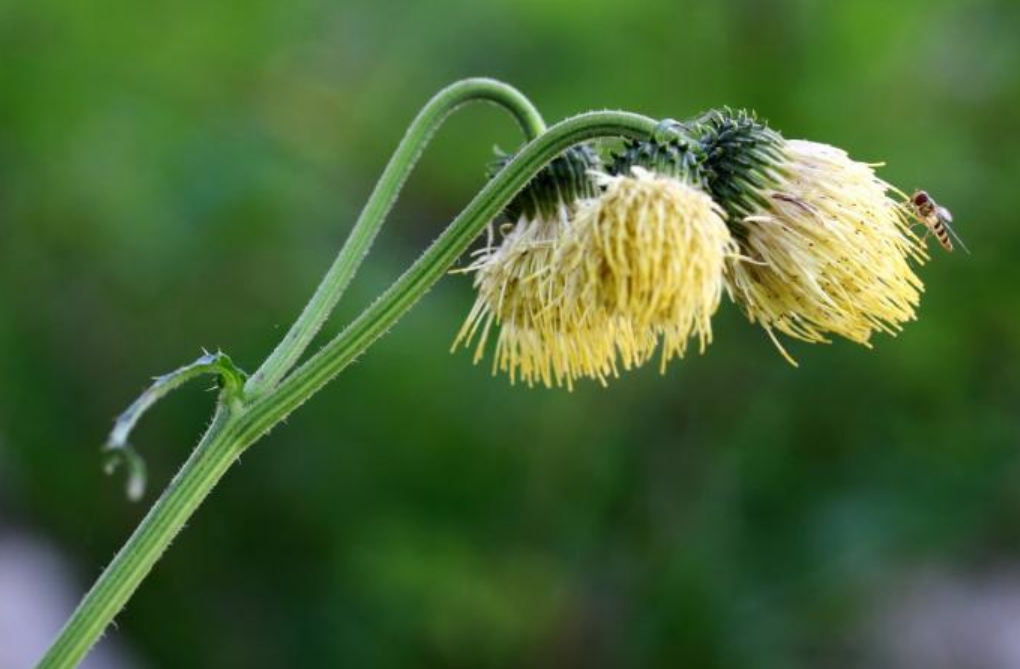
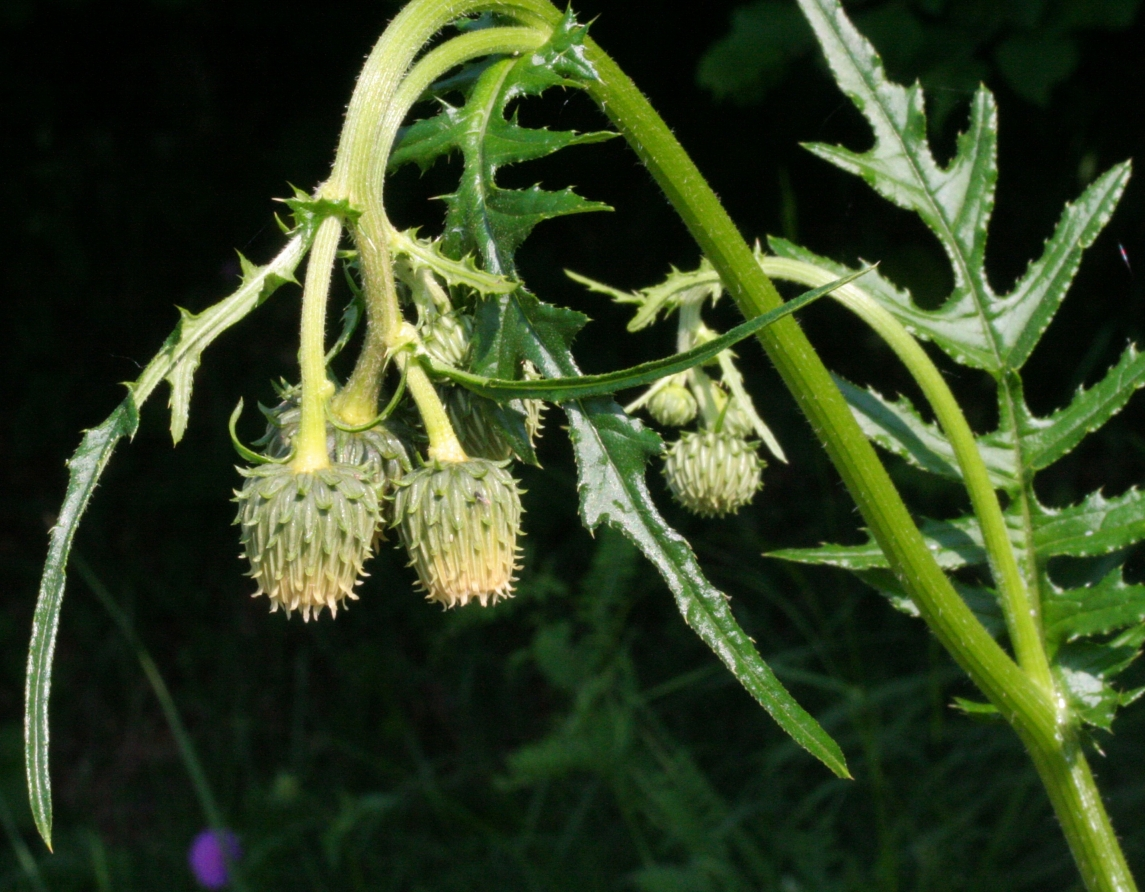
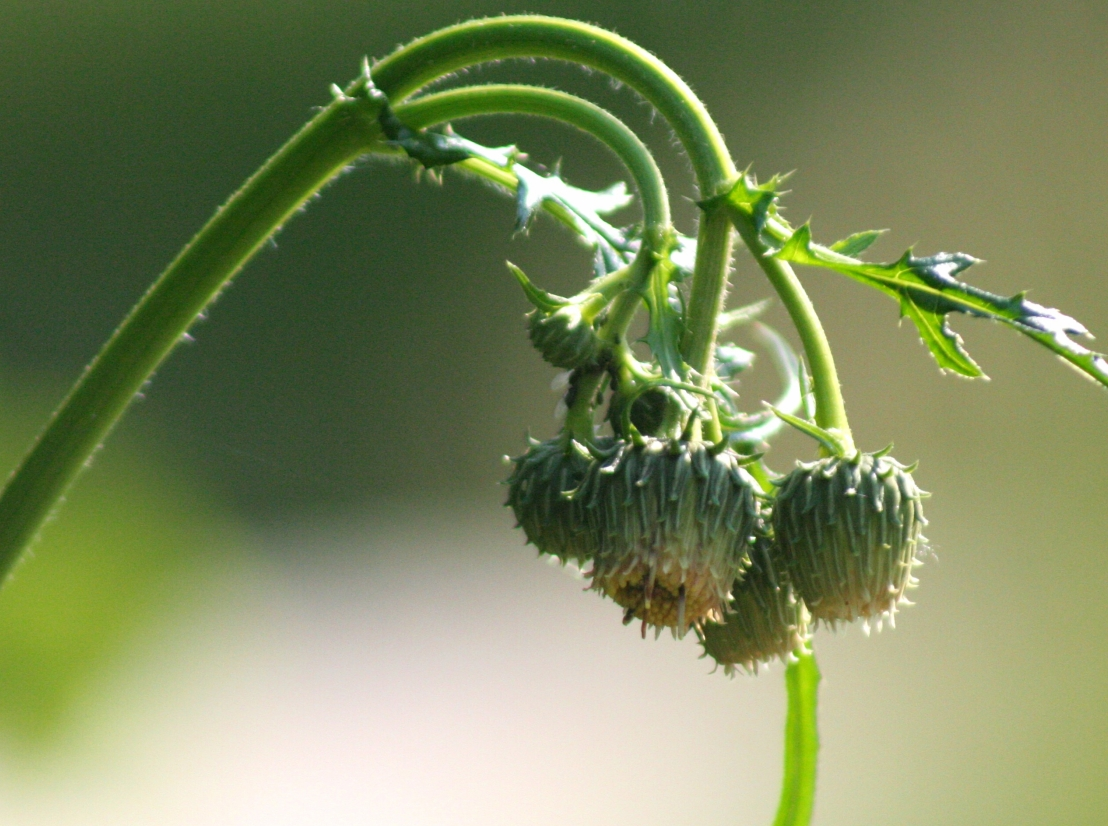
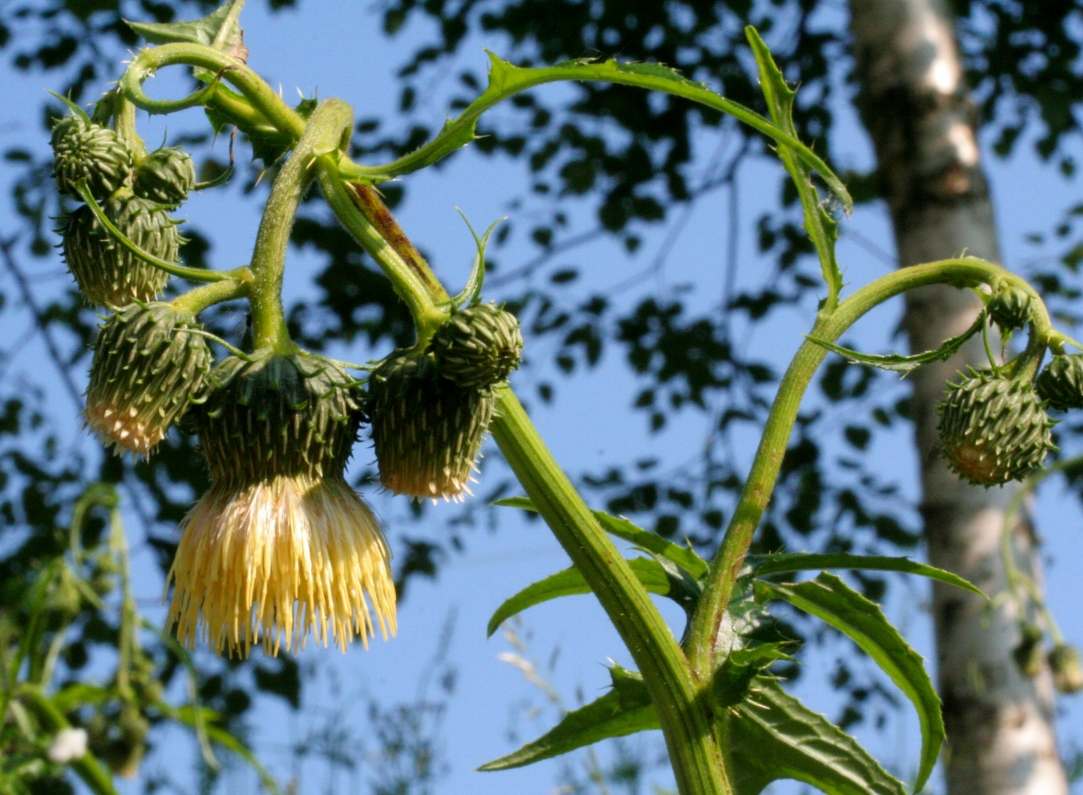